# The Office Wife
Pour plus de détails, voir Fiche technique et Distribution.
The Office Wife est un film américain réalisé par Lloyd Bacon, sorti en 1930. 
Adapté du roman The Office Wife de Faith Baldwin publié en 1929, ce film est conservé intact à la Bibliothèque du Congrès et a été diffusé à la télévision et sur le câble. Il est également disponible en DVD.

## Synopsis
Lawrence Fellows (Lewis Stone) est à la tête de sa propre agence de publicité. Sa secrétaire, Mlle Andrews (Dale Fuller), souffrant d'un stress émotionnel, Fellows trouve en Anne Murdock (Dorothy Mackaill) sa remplaçante.

## Fiche technique
- Titre original : The Office Wife
- Réalisation : Lloyd Bacon
- Scénario : Charles Kenyon d'après le roman The Office Wife de Faith Baldwin
- Photographie : William Rees
- Montage : George Marks
- Musique : Alois Reiser
- Costumes : Earl Luick
- Société de production : Warner Bros.
- Société de distribution : Warner Bros.
- Pays de production :  États-Unis
- Langue originale : Anglais américain
- Format : Noir et blanc — 35 mm — 1,37:1 — Son : Mono (Vitaphone)
- Genre : Film dramatique, film romantique
- Durée : 59 minutes
- Date de sortie :
  - États-Unis : 23 août 1930

## Distribution
- Dorothy Mackaill : Anne Murdock
- Lewis Stone : Lawrence Fellowes
- Natalie Moorhead : Linda Fellowes
- Hobart Bosworth : McGowan
- Joan Blondell : Katherine Murdock
- Blanche Friderici : Kate Halsey
- Brooks Benedict : Jamison
- Dale Fuller : la secrétaire Andrews
- Walter Merrill : Ted O'Hara
- Ben Hall : garçon de bureau (non crédité)
- Dickie Moore : Dickie, garçon de la plage (non crédité)